# Zelotes rungwensis
Zelotes rungwensis este o specie de păianjeni din genul Zelotes, familia Gnaphosidae, descrisă de Fitzpatrick în anul 2007.
Este endemică în Tanzania. Conform Catalogue of Life specia Zelotes rungwensis nu are subspecii cunoscute.